# Équipe de Bulgarie féminine de hockey sur glace
Cet article traite de l'équipe féminine. Pour l'équipe masculine, voir Équipe de Bulgarie de hockey sur glace.
L'équipe de Bulgarie féminine de hockey sur glace est la sélection nationale de Bulgarie regroupant les meilleures joueuses bulgares de hockey sur glace féminin lors des compétitions internationales. Elle est sous la tutelle de la fédération de Bulgarie de hockey sur glace. La Bulgarie est classée 39e sur 42 équipes au classement IIHF 2021 .
Le 6 septembre 2008, lors d'un tournoi de qualification pour les Jeux olympiques d'hiver de 2010, la Bulgarie s'incline sur le score de 82-0 face à la Slovaquie, ce qui constitue le record de la défaite la plus large lors d'une compétition internationale féminine organisée par la Fédération internationale de hockey sur glace.

## Résultats

### Jeux olympiques
L'équipe féminine de Bulgarie n'a jamais participé aux Jeux olympiques.
- 1998-2006 — Ne participe pas
- 2010 - Non qualifié
- 2014-2018 — Ne participe pas
- 2022 - Non qualifié

### Championnats du monde
La Bulgarie participe pour la première fois au championnat du monde féminin en 2011.
- 1990-2009 — Ne participe pas
- 2011 — Trente-troisième (3e de Division V)
- 2012 — Ne participe pas
- 2013 — Trente-quatrième (2e de Qualification pour la Division IIB)
- 2014 — Trente-cinquième (3e de Qualification pour la Division IIB)
- 2015 — Trente-sixième (4e de Qualification pour la Division IIB)
- 2016 — Trente-sixième (4e de Qualification pour la Division IIB)
- 2017 — Trente-sixième (4e de Qualification pour la Division IIB)
- 2018 — Trente-huitième (5e de la Qualification pour la Division IIB)
- 2019 — Trente-neuvième (5e de la Qualification pour la Division IIB)
- 2020 — Trente-huitième (4e de Division III)
- 2021 — Pas de compétition en raison de pandémie de coronavirus [4].
- 2020 — Trente-quatrième (3e de la Division IIIA)

### Classement mondial
| Année      | Rang       | Points     | Progression |
| ---------- | ---------- | ---------- | ----------- |
| 2003-2009  | Non classé | Non classé | Non classé  |
| 2010       | 24         | 720        | -           |
| 2011       | 23         | 1 000      | +1          |
| 2012       | 33         | 705        | -10         |
| 2013       | 33         | 870        | ±0          |
| Fév. 2014  | 34         | 460        | ±0          |
| Avril 2014 | 34         | 900        | ±0          |
| 2015       | 34         | 980        | ±0          |
| 2016       | 34         | 1 070      | ±0          |
| 2017       | 35         | 1 055      | -1          |
| Fév. 2018  | 34         | 1 055      | +1          |
| Avril 2018 | 35         | 1 030      | -1          |

| Année | Rang | Points | Progression |
| ----- | ---- | ------ | ----------- |
| 2019  | 38   | 975    | -3          |
| 2020  | 38   | 955    | ±0          |
| 2021  | 39   | 925    | -1          |